# 횡성군의 국회의원

## 횡성군의 역대 국회의원 일람
| 대수         | 이름           | 소속정당           | 임기                               | 선거구역                                | 개표결과 |
| ------------ | -------------- | ------------------ | ---------------------------------- | --------------------------------------- | -------- |
| 제1대        | 원용균(元容均) | 대한독립촉성국민회 | 1948년 5월 31일 - 1950년 5월 30일  | 횡성군 일원(제4선거구)                  | 보기     |
| 제2대        | 안상한(安相漢) | 무소속             | 1950년 5월 31일 - 1954년 5월 30일  | 횡성군 일원(제11선거구)                 | 보기     |
| 제3대        | 장석윤(張錫潤) | 무소속             | 1954년 5월 31일 - 1958년 5월 30일  | 횡성군 일원(제4선거구)                  | 보기     |
| 제4대        | 장석윤(張錫潤) | 자유당             | 1958년 5월 31일 - 1960년 7월 28일  | 횡성군 일원(제6선거구)                  | 보기     |
| 제5대 민의원 | 양덕인(梁德仁) | 민주당             | 1960년 7월 29일 - 1961년 5월 16일  | 횡성군 일원(제6선거구)                  | 보기     |
| 제6대        | 황호현(黃虎鉉) | 민주공화당         | 1963년 12월 17일 - 1967년 6월 30일 | 횡성군·평창군 일원                      | 보기     |
| 제7대        | 이우현(李宇鉉) | 민주공화당         | 1967년 7월 1일 - 1971년 6월 30일   | 횡성군·평창군 일원                      | 보기     |
| 제8대        | 이우현(李宇鉉) | 민주공화당         | 1971년 7월 1일 - 1972년 10월 17일  | 횡성군·평창군 일원                      | 보기     |
| 제9대        | 박영록(朴永祿) | 신민당             | 1973년 3월 12일 - 1979년 3월 11일  | 원주시·원성군·홍천군·횡성군 일원        | 보기     |
| 제9대        | 김용호(金龍鎬) | 민주공화당         | 1973년 3월 12일 - 1979년 3월 11일  | 원주시·원성군·홍천군·횡성군 일원        | 보기     |
| 제10대       | 박영록(朴永祿) | 신민당             | 1979년 3월 12일 - 1980년 8월 27일  | 원주시·원성군·홍천군·횡성군 일원        | 보기     |
| 제10대       | 김용호(金龍鎬) | 민주공화당         | 1979년 3월 12일 - 1980년 10월 27일 | 원주시·원성군·홍천군·횡성군 일원        | 보기     |
| 제11대       | 김용대(金容大) | 민주정의당         | 1981년 4월 11일 - 1985년 4월 10일  | 원주시·원성군·홍천군·횡성군 일원        | 보기     |
| 제11대       | 김병렬(金秉烈) | 민주한국당         | 1981년 4월 11일 - 1985년 4월 10일  | 원주시·원성군·홍천군·횡성군 일원        | 보기     |
| 제12대       | 김용대(金容大) | 민주정의당         | 1985년 4월 11일 - 1988년 5월 29일  | 원주시·원성군·홍천군·횡성군 일원        | 보기     |
| 제12대       | 함종한(咸鐘漢) | 한국국민당         | 1985년 4월 11일 - 1988년 5월 29일  | 원주시·원성군·홍천군·횡성군 일원        | 보기     |
| 제13대       | 박경수(朴炅秀) | 통일민주당         | 1988년 5월 30일 - 1992년 5월 29일  | 원성군·횡성군 일원                      | 보기     |
| 제14대       | 박경수(朴炅秀) | 민주자유당         | 1992년 5월 30일 - 1996년 5월 29일  | 원성군·횡성군 일원                      | 보기     |
| 제15대       | 이응선(李應善) | 신한국당           | 1996년 5월 30일 - 2000년 5월 29일  | 홍천군·횡성군 일원                      | 보기     |
| 제16대       | 유재규(柳在珪) | 새천년민주당       | 2000년 5월 30일 - 2004년 5월 29일  | 홍천군·횡성군 일원                      | 보기     |
| 제17대       | 조일현(曺馹鉉) | 열린우리당         | 2004년 5월 30일 - 2008년 5월 29일  | 홍천군·횡성군 일원                      | 보기     |
| 제18대       | 황영철(黃永哲) | 한나라당           | 2008년 5월 30일 - 2012년 5월 29일  | 홍천군·횡성군 일원                      | 보기     |
| 제19대       | 황영철(黃永哲) | 새누리당           | 2012년 5월 30일 - 2016년 5월 29일  | 홍천군·횡성군 일원                      | 보기     |
| 제20대       | 염동열(廉東烈) | 새누리당           | 2016년 5월 30일 - 2020년 5월 29일  | 태백시·횡성군·영월군·평창군·정선군 일원 | 보기     |
| 제21대       | 유상범(劉相凡) | 미래통합당         | 2020년 5월 30일 - 2024년 5월 29일  | 홍천군·횡성군·영월군·평창군 일원        | 보기     |
| 제22대       | 유상범(劉相凡) | 국민의힘           | 2024년 5월 30일 -                  | 홍천군·횡성군·영월군·평창군 일원        | 보기     |

## 같이 보기
- 평창군의 국회의원
- 원주시의 국회의원
- 원주군의 국회의원
- 홍천군의 국회의원
- 태백시의 국회의원
- 영월군의 국회의원
- 정선군의 국회의원
- 홍천군·횡성군
- 태백시·횡성군·영월군·평창군·정선군
- 홍천군·횡성군·영월군·평창군